# PRP-1 Kopáč
PRP-1 Kopáč byl pasivní sledovací systém vyvinutý v Československé socialistické republice. Označení PRP mělo znamenat Přesný Radiotechnický Pátrač a slovo Kopáč pak vysvětlovalo jeho princip, neboť vzniklo složením slov Korelační pátrač. Představoval 1. generaci korelačních pátračů. Byl vyvinut počátkem 60. let 20. století na základě patentu doc. Ing. Vlastimila Pecha, CSc, který působil na Výzkumném pracovišti protiradiotechnického boje při Vojenské akademii Antonína Zápotockého v Brně. 
Funkce systému vycházela z otočení principu systému LORAN, kdy přijímač na palubě letounu, byl schopen určit jeho pozici na základě vyhodnocení příjmu signálů z různých vysílačů. Pasivní sledovací systém naopak uvažuje sledovaný objekt za vysílač a pouze naslouchá. Na základě průniku hyperboloidů vycházejících z naměřených zpoždění vůči přijímačům, jejichž poloha je známá, lze určit polohu objektu. 
Výzkumný ústav 060 v Praze se podílel na vývoji přijímací části a brněnské pracoviště vyvíjelo vyhodnocovací část.
Výzkumný vzor tohoto pasivního sledovacího systému pracoval v pásmech L, S a X. Tedy v pásmech 390 MHz až 3 900 MHz a 6 200 až 10 900 MHz.

Byl vyroben ve dvou exemplářích, které od roku 1964 sloužily Československé armádě v oblasti západní hranice republiky. Vyřazeny byly až po dvaceti letech služby.

## Popis systému
Pasivní sledovací systém byl mobilní a skládal se ze čtyř vozů:
- 1× vůz Praga V3S se skříňovou nástavbou pro centrální pracoviště s ručním zobrazovacím zařízením Planžet[1]
- 3× vozy Praga V3S se skříňovou nástavbou s přijímací a vyhodnocovací aparaturou[1]

Šlo tedy o tříbodový systém, který na základě měření rozdílu příchodu signálů na pozemní stanice vyhodnocoval pomocí metody TDOA polohu objektu.
Systém umožňoval sledovat najednou 6 až 8 cílů, vyhodnocování probíhalo ručně.